# 赵群
赵群（1955年-），辽宁沈阳人，医学博士，教授、博士生导师，享受国务院特殊津贴。曾任中国医科大学附属盛京医院院长、小儿外科副主任。2004年9月担任中国医科大学校长；2013年10月兼任中国医科大学党委书记，2014年3月不再兼任党委书记。

## 头衔
- 中华医学会辽宁省分会理事
- 中华小儿外科杂志编审
- 中国实用儿科杂志编委
- 辽宁药物与临床杂志副主编
- 沈阳市青年科学协会委员
- 沈阳市科学技术顾问委员会委员
- 中国医科大学第二临床学院学术委员会委员